# Njakatiana
Njakatiana Raharisoa (ur. 1968) – malgaski piosenkarz, kompozytor i tekściarz, który słynie z utworów miłosnych. Jest zaliczany do grona najwybitniejszych przedstawicieli malgaskiej muzyki pop.

## Życiorys
Pochodzi z Diégo-Suarez w prowincji Antsiranana. Dużą część swojego życia spędził w Antananarywie. Od dzieciństwa interesował się muzyką, w wieku 11 lat próbując swoich sił w grze na gitarze.
W 1992 r. wydał swój pierwszy album pt. Tsy aferanao. Jego twórczość reprezentuje różne style muzyczne, w tym tsapiky i salegy.
Do 2016 r. miał za sobą pięćdziesiąt koncertów i międzynarodowych tras koncertowych oraz nagrał piętnaście albumów muzycznych. Pisze i komponuje własne piosenki. Jego dorobek obejmuje ponad 200 utworów muzycznych.
Podczas koncertu Njakatiany w 2014 r. publiczność zapełniła cały obiekt Coliseum, mogący pomieścić 50 tys. widzów.